# Rezerwat przyrody Jeleniak Mikuliny
Rezerwat przyrody Jeleniak Mikuliny (szl. Jelyniok Mikuliny) – leśny rezerwat przyrody na terenie nadleśnictwa Koszęcin, w pobliżu miejscowości Piłka w województwie śląskim, w powiecie lublinieckim, w gminie Koszęcin. 

## Charakterystyka
Został utworzony zarządzeniem Ministra Leśnictwa i Przemysłu Drzewnego z dnia 18 grudnia 1957 r. Początkowo zajmował powierzchnię 37,54 ha, w 2012 roku powiększono go do 120,26 ha.
Granice obszaru chronionego obejmują dwa płytkie, zarastające stawy, położone w niecce między wydmowej.

## Przyroda

### Fauna
Rezerwat chroni stanowisko lęgowe żurawia zwyczajnego (Grus grus), gniazdującego tu od co najmniej 1840 roku. Do roku 1978 gniazdowała tu jedna para żurawi, lecz na początku lat 80. XX w. zaobserwowano stopniowy wzrost liczebności tego gatunku. 

### Flora
Rezerwat chroni torfowisko z pierwotną roślinnością bagienną i przybrzeżną. Szata roślinna rezerwatu jest bogata – występuje tu 177 (niektóre źródła podają ponad 200) gatunków roślin naczyniowych, w tym kilka rzadkich, czy objętych ochroną gatunków:
- bagno zwyczajne (Ledum palustre)
- widłak goździsty (Lycopodium clavatum)
- widłak jałowcowaty (Lycopodium annotinum)
- bagnica torfowa (Scheuchzeria palustris)
- jeżogłówka najmniejsza (Sparganium minimum)
- przygiełka biała (Rhynhospora alba)

Na uwagę zasługują występujące tu rośliny mięsożerne:
- rosiczka okrągłolistna (Drosera rotundifolia)
- pływacz drobny (Utricularia minor)
- pływacz średni (Utricularia intermedia)
- pływacz zachodni (Utricularia australis)

Występują tu też 32 gatunki mszaków i 21 gatunków porostów.